# メイメイ (AV女優)
メイメイ（メイメイ、1991年11月30日 - ）は、日本の元AV女優。エスフラートに所属していた。

## 略歴・人物
2018年3月、E-BODY専属女優としてAVデビュー。
台湾（“台○”と表記される場合もある）のグラビアアイドルで、彼氏とのSEXに満足できず事務所と婚約者に内緒で日本でのAV出演を決めたとされている。台湾出身の留学生としている作品もある（本物の台湾人じゃない）。

## 出演作品

### アダルトDVD
2018年
- まさかのE-BODY独占契約! 台○で大人気の敏感巨乳グラビアアイドル 緊急来日!!AV解禁!!（3月1日、E-BODY）[2]
- となりの奥さん ハメチャイナ（5月26日、HMJM）
- 優しいエッチが好き…  戸惑いながらもビクビク感じてしまう女の性 未処理剛毛マン毛 びっしりヒクつくマ●コに濃厚中出しSEX!（7月1日、美人魔女）
- 人妻ナンパ自宅中出し×PRESTIGE PREMIUM 欲求不満な人妻4名in世田谷区・荒川区・中野区・新宿区 16（7月6日、プレステージ）※「メイ」名義　他出演:さえ、一条、みゆ
- 台●グラドルの来日特別オフ会敢行! 絶叫、潮吹き、痙攣しながらイキまくり（7月7日、unfinished）
- ヤリマン幼馴染はガチイキ未経験の可愛すぎる欲求不満少女!初イキ体験の練習台になった童貞の僕（7月12日、アイエナジー）※「めい」名義　他出演:くるみ、ゆい、まこと
- 台湾旅行の時にナンパしてヤリまくった現地のお嬢様JDが、変態セックスに目覚めてしまい、もっと凄い快感を求めて… 日本にやって来たので、男部屋に連れ込み、精液まみれ&鬼畜中出し漬けにして、ヤリ捨ててやった…。（7月13日、オーロラプロジェクト・アネックス）※「徐棋涵」名義
- 猥褻RQ 〜剛毛マン毛にくい込むハイレグ〜（7月13日、AVS Collector's）
- 一人暮らしのボクの部屋に泊まりに来た巨乳の従姉妹が翌朝、ノーブラで僕の白いYシャツを着ていた!無防備な谷間に思わず超勃起!でもっておにいちゃんならいいよと言われ我慢できずに童貞チ○ポでナマ挿入!（8月10日、SCOOP）他出演:武田真、小川桃果、椎葉みくる
- メイド喫茶でバイトするメイメイちゃんはセクハラされまくりの台湾人留学生（8月13日、AVS Collector's）
- 変態願望留学生AV出演!!（8月25日、セレブの友）
- ご当地美少女発掘し隊が行く 台湾からやって来た奇跡の美少女 ラン・ミンメイAVデビュー（9月7日、桃太郎映像出版）※「ラン・ミンメイ」名義
- 留学生メイメイのエッチなホームステイ（9月14日、宇宙企画）
- 私立パコパコ女子大学 女子大生とトラックテントで即ハメ旅 12（9月14日、プレステージ）※「シャンメイ」名義　他出演:ゆな、りか、ちえこ
- 街角シロウトナンパ! vol.26 ガールズバー編（9月28日、プレステージ）※「リンリン」名義　他出演:なつみ、せいな、かんな、あかり
- 国際結婚妻NTR! 兄が海外赴任後、帰国して連れてきたのは外国人妻だった。兄が居ない間に兄嫁に中出し寝取り!（11月7日、お夜食カンパニー）

2019年
- SEXの逸材。 VOL.44 (秘)性癖を曝け出す美少女を激撮 見た目からは想像のできないスケベな欲望がカメラの前で弾け飛ぶ!（7月5日、プレステージ）他出演:森下美怜、東条蒼、美保結衣